# Вербано-Кузио-Осола
Вербано-Кузио-Осола (на италиански: Provincia del Verbano-Cusio-Ossola) е провинция в Италия, в региона Пиемонт.
Площта ѝ е 2255 км², а населението – около 163 000 души (2007). Провинцията включва 74 общини, административен център е община Вербания.

## Административно деление
Провинцията се състои от 74 общини:
- Вербания
- Антрона Скиеранко
- Анцола д'Осола
- Арицано
- Арола
- Аурано
- Бавено
- Банио Анцино
- Бачено
- Бее
- Белджирате
- Беура-Кардеца
- Бонянко
- Боргомедзавале
- Бровело-Карпунино
- Вале Канобина
- Валстрона
- Ванцоне кон Сан Карло
- Варцо
- Виньоне
- Виладосола
- Вилете
- Вогоня
- Гифа
- Гравелона Точе
- Гуро
- Джерманьо
- Джиниезе
- Домодосола
- Друоньо
- Казале Корте Черо
- Каласка-Кастильоне
- Камбиаска
- Канеро Ривиера
- Канобио
- Капрецо
- Косоньо
- Краведжа
- Креволадосола
- Кродо
- Куарна Сопра
- Куарна Сото
- Интраня
- Лореля
- Мадона дел Сасо
- Мазера
- Макуняга
- Малеско
- Масиола
- Мергоцо
- Миацина
- Монтекрестезе
- Монтескено
- Нонио
- Оджебио
- Оменя
- Орнавасо
- Паланцено
- Пиеве Вергонте
- Пиедимулера
- Премено
- Премия
- Премозело-Киовенда
- Ре
- Сан Бернардино Вербано
- Санта Мария Маджоре
- Стреза
- Точено
- Трарего Виджона
- Траскуера
- Тронтано
- Формаца
- Чезара
- Чепо Морели